# جورج ويستون أندرسون
جورج ويستون أندرسون (بالإنجليزية: George Weston Anderson)‏ هو محامي وقاضي أمريكي، ولد في 1 سبتمبر 1861 في أكوورث في الولايات المتحدة، وتوفي في 14 فبراير 1938 في ديلاند في الولايات المتحدة.